# Las oceánides

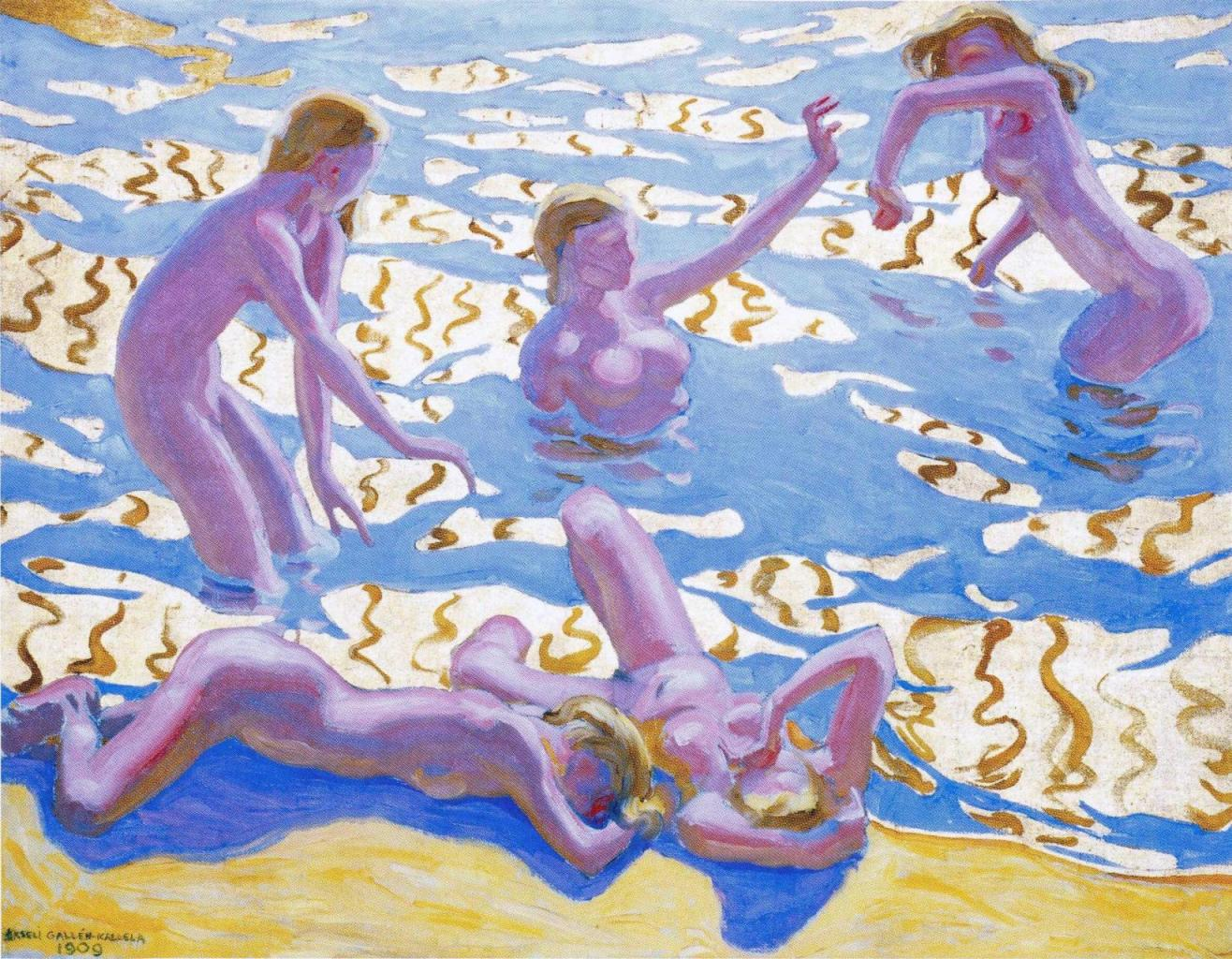
Aallottaret (c. 1909), del pintor finlandés Akseli Gallen-Kallela, amigo del compositor.

Las oceánides, Op. 73 (título en finlandés: Aallottaret, que significa «ninfas de las olas» o «espíritus de las olas»; título de la obra original Rondeau der Wellen) es un poema sinfónico de un único movimiento para orquesta escrito entre 1913 y 1914 por el compositor finlandés Jean Sibelius. La pieza, que hace referencia a las oceánides de la mitología griega que habitaban el mar Mediterráneo, se estrenó el 4 de junio de 1914 en el Festival de Música de Norfolk, en Connecticut, bajo la dirección del propio compositor. Elogiado en su estreno como «la mejor evocación del mar … jamás … producida en la música», el poema sinfónico, en re mayor, consta de dos temas, que se dice que representan la actividad lúdica de las ninfas y la majestad del océano, respectivamente. Sibelius desarrolló gradualmente este material en tres etapas informales: primero, un océano plácido; segundo, una tormenta que se avecina; y tercero, un clímax atronador de olas rompientes. A medida que amaina la tempestad, suena un acorde final que simboliza el gran poder y la extensión ilimitada del mar.
Estilísticamente, muchos comentaristas han descrito la obra como un claro ejemplo de impresionismo o de alguna manera derivado de ese movimiento artístico. Otros han respondido que el desarrollo activo de Sibelius de los dos temas, su uso moderado de las escalas favorecidas por los impresionistas y su priorización de la acción y la estructura sobre el fondo atmosférico efímero distinguen la pieza de ejemplos por excelencia, como La mer de Claude Debussy.
Aparte del poema sinfónico en re mayor definitivo, sobreviven dos versiones intermedias de Las oceánides: la primera, una suite orquestal de tres movimientos, en mi ♭ mayor, que data de 1913 (el primer movimiento se perdió); y la segunda, la versión del poema sinfónico de un único movimiento inicial «Yale», en re ♭ mayor, que Sibelius envió a Estados Unidos antes de su viaje, pero revisada antes del festival de música. Las oceánides se encuentra, junto a En saga, la Suite Lemminkäinen, el Concierto para violín y la Quinta Sinfonía, como una de las obras más renovadoras de Sibelius. La suite y la versión «Yale», que nunca se interpretaron en vida del compositor, tuvieron sus estrenos mundiales a cargo de Osmo Vänskä y la Orquesta Sinfónica de Lahti el 10 de septiembre y el 24 de octubre de 2002, respectivamente. Una actuación típica de la versión final dura unos 10 minutos, unos 3 minutos más que su predecesora «Yale».

## Historia

### Composición

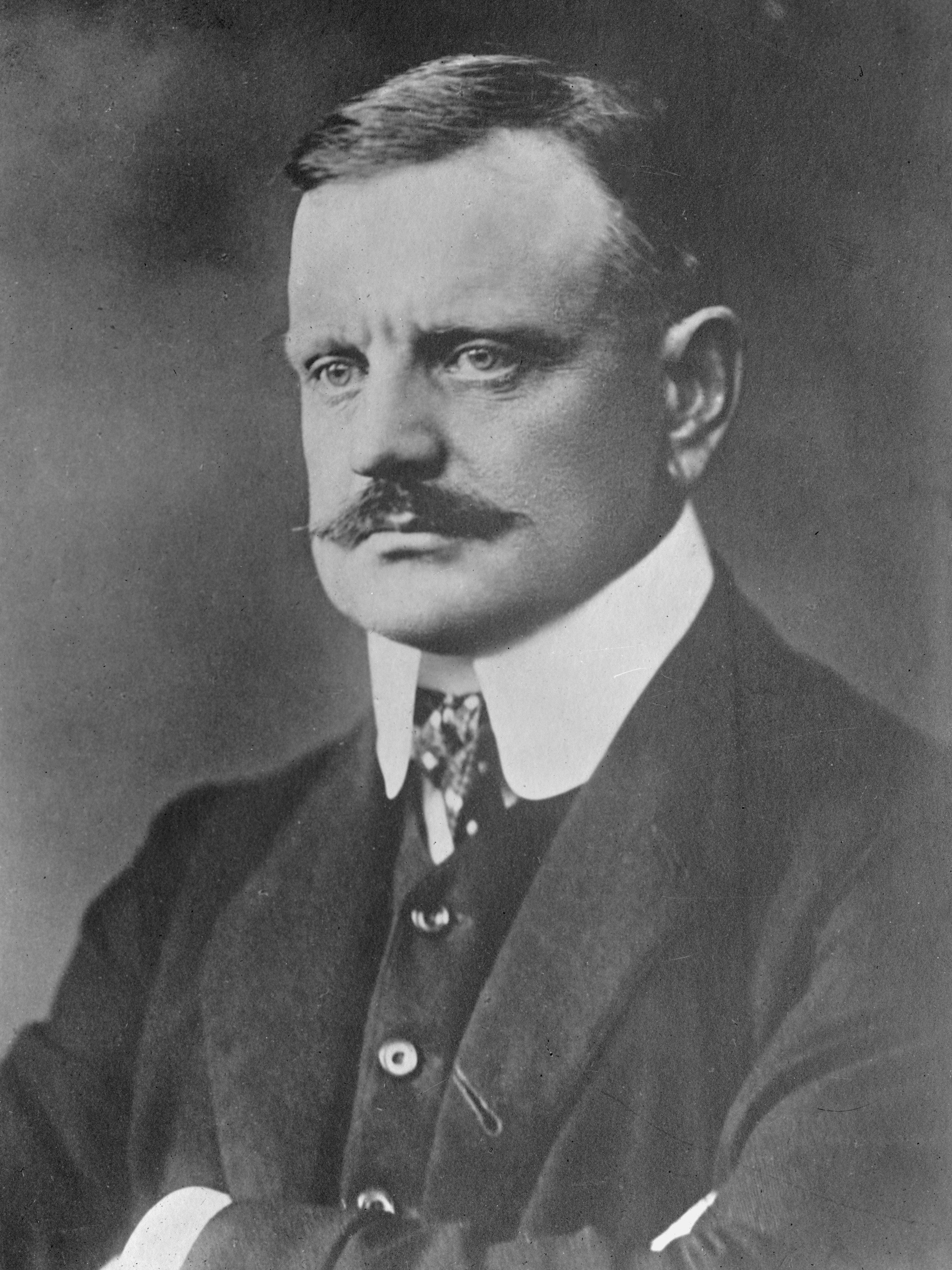
Jean Sibelius en 1913, la época en la que comenzó a componer la obra.

En agosto de 1913, Jean Sibelius recibió un mensaje del compositor estadounidense y profesor de la Universidad de Yale Horatio Parker: un mecenas de las artes de Nueva Inglaterra, Carl Stoeckel, y su esposa, Ellen Stoeckel de soltera Battell, habían autorizado mil dólares para el encargo de un nuevo poema sinfónico de Sibelius, por recomendación de Parker. La pieza, que no debía exceder los quince minutos de duración, se tocaría en el Festival de Música de Norfolk de 1914 en Connecticut, que los Stoeckel organizaban (y financiaban) anualmente en su finca en una sala de espectáculos de madera llamada «The Music Shed». A pesar de sus continuas luchas con otro encargo, música incidental para la trágica pantomima de Poul Knudsen Scaramouche, Sibelius aceptó la oferta de Stoeckel y escribió en su diario: «Un poema sinfónico, listo para abril».

#### Versiones inicial e intermedia
A principios de septiembre, llegó otra carta de Parker diciendo que Stockel deseaba proporcionar la tarifa del copista por escribir las partes orquestales en Finlandia. Cuando 1913 se acercaba a su fin, Sibelius no había progresado mucho con el encargo estadounidense, después de haber pasado todo el otoño ocupado con otras piezas y revisiones. Siguió un viaje a Berlín en enero de 1914 y el diario y la correspondencia de Sibelius indican que tenía entre sus primeros pensamientos el encargo de los Stoeckel. Posteriormente, se descartó un plan inicial para ambientar el poema Fantasos y Sulamit de Viktor Rydberg. Su estancia en Berlín no fue productiva y a mediados de febrero regresó a Helsinki («Inquieto por lo de América [la comisión de Norfolk]. Presumiblemente tendré que ir a mi celda para poder concentrarme»).
Hoy sobreviven tres versiones de la obra. Inicialmente, en 1913, Sibelius concibió el encargo como una suite de tres movimientos para orquesta en mi ♭ mayor, de los cuales sólo los n.º 2 («Tempo moderato») y n.° 3 («Allegro») se conservan. En algún momento entre 1913 y 1914, decidió reelaborar el material temático del «Allegro», en gran medida un «trabajo en progreso», en un poema sinfónico de un único movimiento; el contenido musical del «Tempo moderato» encontraría su camino en la pieza para piano Till trånaden (JS 202). Al hacer la transición de la suite al poema sinfónico, Sibelius transpuso el material de mi ♭ a re ♭ mayor. Además, también introdujo nuevas ideas musicales, como el motivo ondulante en las cuerdas y los instrumentos de viento, y amplió la orquestación.

#### Versión final
En abril de 1914, Sibelius envió por correo la partitura y las partes a Estados Unidos y llamó a la pieza Rondeau der Wellen (esta versión intermedia del poema sinfónico se conoce comúnmente como la versión «Yale»). El 12 y el 20 de abril de 1914, Parker escribió en nombre de Stoeckel, ampliando el acuerdo inicial: el mecenas estadounidense de Sibelius ahora deseaba que viajara y dirigiera un programa de su música en el festival de Norfolk; como compensación, Sibelius recibiría 1200 dólares, así como un doctorado honoris causa en música de la Universidad de Yale. Aunque ya había enviado el manuscrito a Norfolk, Sibelius no estaba satisfecho con la partitura e inmediatamente comenzó a revisar la pieza, y optó finalmente por una revisión completa («¿No es propio de mí reelaborar el poema sinfónico? Estoy resplandeciente con él»). Aunque Sibelius era propenso a revisar sus composiciones, ese esfuerzo lo realizaba generalmente al preparar una pieza para su publicación o después de haberla escuchado por primera vez en un concierto. Con respecto a la versión de Yale, es posible que la invitación para asistir en persona al festival de música lo incitara a «revaluar» el poema sinfónico con un ojo más crítico.
Las diferencias entre la primera y la última versión del poema sinfónico son sustanciales; Sibelius no sólo volvió a transponer la pieza a re mayor, sino que también agregó el clímax del choque de olas. A pesar de estos cambios, la orquestación es más o menos la misma, con la adición de una trompeta. A medida que se acercaba el viaje a Estados Unidos, Sibelius se apresuró a completar las revisiones a tiempo. Aino Sibelius, la esposa del compositor, relata las escenas en Ainola:

The trip to America is approaching. Rondeau der Wellen is not yet complete. Terrible haste … the score is only half-ready. The copyist, Mr. Kauppi, is staying with us and writing night and day … It is only because of Janne's [Sibelius] energy that we are making progress … We lit a lamp in the dining room, a chandelier in the living room, it was a festive moment. I didn't dare say a word. I just checked that the environment was in order. Then I went to bed and Janne stayed up. All night long I could hear his footsteps, alternating with music played quietly.
Se acerca el viaje a Estados Unidos. Rondeau der Wellen aún no está completo. Terrible prisa … la partitura está a medias. El copista, el señor Kauppi, se queda con nosotros escribiendo día y noche … Es sólo por la energía de Janne [Sibelius] que estamos progresando … Encendimos una lámpara en el comedor, una lámpara de araña en el sala de estar, fue un momento festivo. No me atreví a decir una palabra. Sólo verifiqué que el entorno estuviera en orden. Luego me fui a la cama y Janne se quedó despierta. Durante toda la noche pude escuchar sus pasos, alternando con la música que tocaba en voz baja.

Sibelius continuó haciendo cambios a la versión final del poema sinfónico mientras navegaba por el océano Atlántico a bordo del vapor SS Kaiser Wilhelm II e incluso durante los ensayos en Norfolk, pero estos cambios de último minuto, argumenta Andrew Barnett, debieron ser relativamente «menores», ya que las partes orquestales habían sido copiadas antes de su salida de Finlandia. El compositor estaba encantado con la nueva pieza y le escribió a Aino: «Es como si me hubiera encontrado a mí mismo, y más. La Cuarta Sinfonía fue el comienzo. Pero en esta pieza hay mucho más. Hay pasajes en ella que me vuelven loco. Qué poesía». Ni la suite ni la versión de Yale del poema sinfónico se interpretaron en vida de Sibelius, ya que tuvieron sus estrenos mundiales por parte de Osmo Vänskä y la Orquesta Sinfónica de Lahti el 19 de septiembre y el 24 de octubre de 2002, respectivamente.

#### Nombre de la pieza
Parece que Sibelius vaciló sobre el nombre del nuevo poema sinfónico. El 3 de abril de 1914 había abandonado Rondeau der Wellen en favor de Aallottaret. El 29 de abril le escribió a Parker a favor del título original («Herr Doctor, ahora debe perdonarme por interpretar el nuevo poema sinfónico en su versión final con el título original Rondeau der Wellen. La versión Aallottaret que le envié puede quedarse con el señor Stoeckel»). Esta posición también resultó fugaz. A finales de mayo, Sibelius se había decidido por Aallottaret, y el poema sinfónico apareció bajo este título, aunque mal escrito, en el programa del Festival de Norfolk del 4 de junio: «Aalottaret [sic] —Poema sinfónico (Ninfas del océano)». En preparación para la publicación del poema sinfónico de Breitkopf & Härtel en junio de 1915, el compositor incluyó junto con el título finlandés, Aallottaret, una traducción alemana «explicativa», Die Okeaniden (Las oceánides). La pieza se publicó como op. 73 y estaba dedicada al señor Carl Stoeckel y señora.

### Representaciones

#### Estreno estadounidense

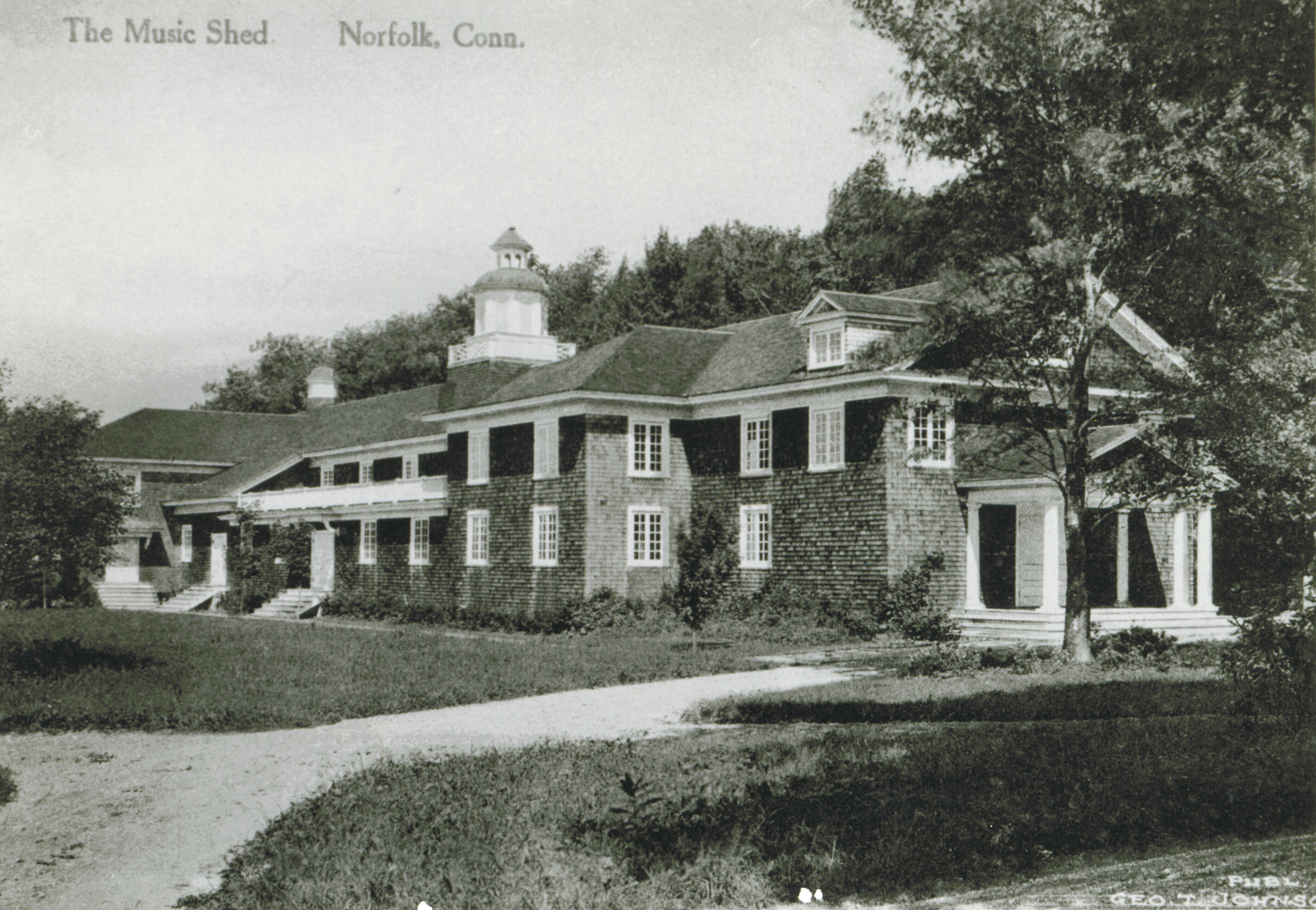
Postal de la sala de conciertos «The Shed» (en la década de 1920), el lugar donde se estrenó Las oceánides en 1914.

El poema sinfónico se estrenó el 4 de junio de 1914 en la sala de conciertos «The Shed» del Festival de Música de Norfolk. El mismo compositor dirigió en un podio decorado con los colores nacionales de Estados Unidos y Finlandia. La orquesta, que Sibelius elogió como «maravillosa … sobrepasa todo lo que tenemos en Europa», estaba compuesta por músicos de tres de las mejores sociedades musicales de Estados Unidos: la Filarmónica de Nueva York, la Orquesta Metropolitana de la Ópera y la Orquesta Sinfónica de Boston. Las Oceánides era diferente a todo lo que los músicos habían encontrado anteriormente. «Creo que al principio no lo entendieron todo por lo que dijeron», recordó Stoeckel. «A la mañana siguiente, después de haberlo repasado tres veces, quedaron encantados con él y comentaron que la belleza de la música crecía con cada ensayo». El público del festival emitió una nota igualmente positiva sobre la nueva pieza, que concluyó con un concierto de la música de Sibelius que incluyó La hija de Pohjola, Rey Christian II, El cisne de Tuonela, Finlandia y Valse triste. Stoeckel relató los acontecimientos del 4 de junio:

Everyone who was fortunate enough to be in the audience agreed that it was the musical event of their lives, and after the performance of the last number there was an ovation to the composer which I have never seen equalled anywhere, the entire audience rose to their feet and shouted with enthusiasm, and probably the calmest man in the whole hall was the composer himself; he bowed repeatedly with that distinction of manner which was so typical of him … As calm as Sibelius had appeared on the stage, after his part was over he came up stairs and sank into a chair in one of the dressing rooms and was very much overcome. Some people declared that he wept. Personally I do not think that he did, but there were tears in his eyes as he shook our hands and thanked us for what he was pleased to call the "honor we had done him".
Todos los que tuvieron la suerte de estar entre el público estuvieron de acuerdo en que era el evento musical de sus vidas, y después de la interpretación del último número hubo una ovación al compositor que nunca he visto igualada en ningún lado, todo el público se puso en pie y gritaron con entusiasmo y probablemente el hombre más tranquilo de toda la sala fuera el propio compositor; se inclinó repetidamente con esa distinción de modales que era tan típica de él … Tan tranquilo como había aparecido Sibelius en el escenario, después de que su parte terminara, subió las escaleras y se hundió en una silla en uno de los camerinos y estaba muy superado. Algunas personas declararon que lloró. Personalmente no creo que lo hiciera, pero había lágrimas en sus ojos cuando nos estrechó la mano y nos agradeció lo que le complació llamar el «honor que le habíamos hecho».

Al concluir la segunda mitad del programa (que contó con la Novena Sinfonía de Antonín Dvořák, la rapsodia From the Prairie de Samuel Coleridge-Taylor y la obertura de la ópera Las hadas de Richard Wagner), la orquesta interpretó el himno nacional finlandés, Vårt Land.

#### Estreno europeo

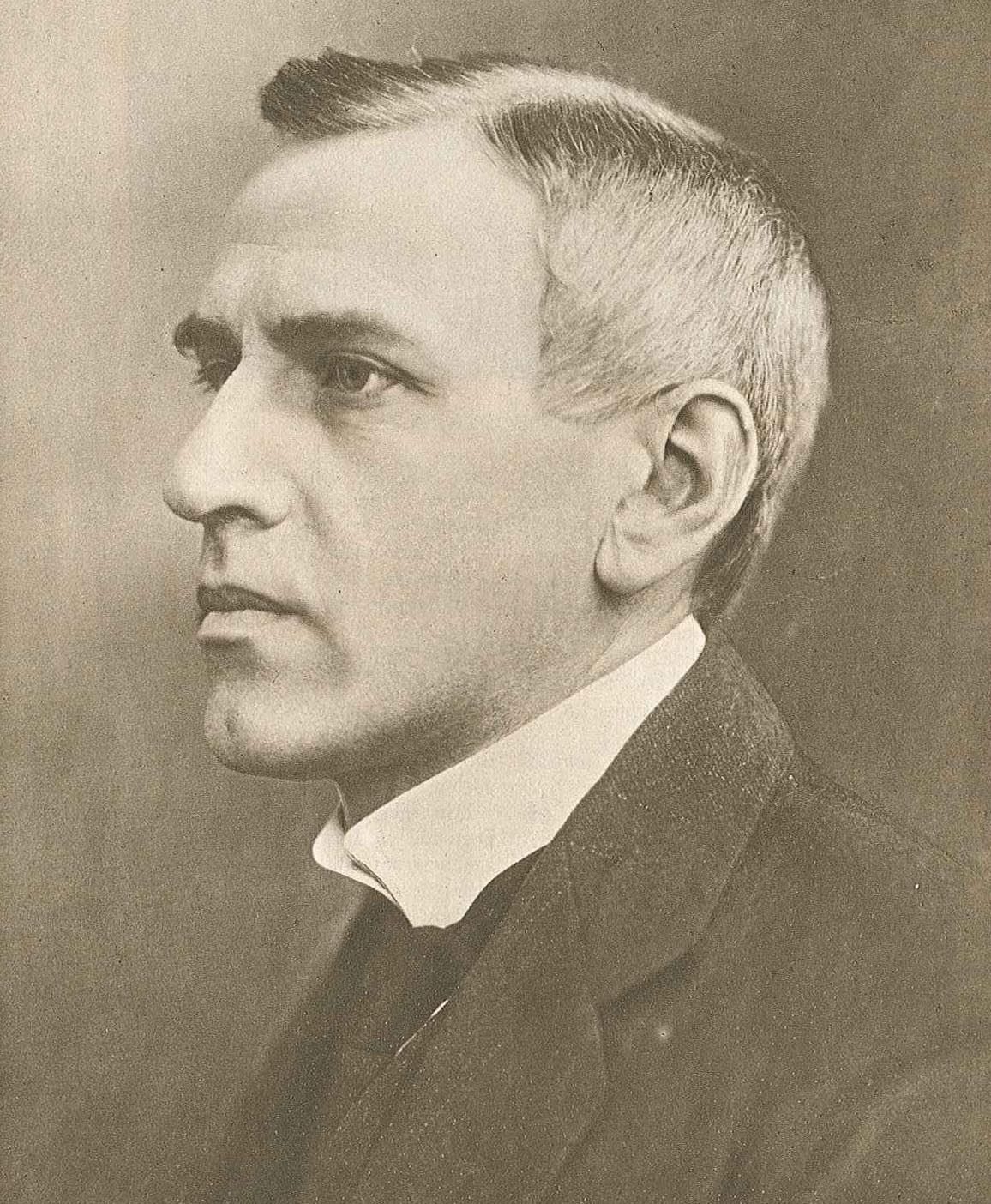
El compositor sueco Wilhelm Stenhammar (c. 1916), amigo de Sibelius, fue clave para asegurar el estreno europeo de Las oceánides en Gotemburgo.

Con el estallido de la Primera Guerra Mundial el 28 de julio de 1914, Las oceánides languideció. Siendo lo que era la política de la guerra, la música de Sibelius rara vez se tocaba fuera de los países nórdicos y Estados Unidos: en Alemania, había poca demanda de la música de un «enemigonacional», mientras que en Rusia, los finlandeses eran vistos como «súbditos menos que leales del zar». En cualquier caso, muchas de sus obras habían sido impresas por editoriales alemanas, un detalle que dañó la reputación del compositor no sólo en Rusia, sino también en Gran Bretaña y Estados Unidos. Según Tawaststjerna, la guerra sumió a Sibelius en un estado de melancolía y lucha creativa (las sinfonías Quinta y Sexta estaban en proceso de gestación simultánea en ese momento). Su respuesta fue retirarse casi a la soledad: se abstuvo de asistir y dar conciertos y descuidó su círculo de amigos, y se imaginó a sí mismo «olvidado e ignorado, un faro de luz solitario en una oscuridad invernal cada vez más profunda».
Sibelius no se apartó fácilmente de su exilio; su amigo y compositor Wilhelm Stenhammar, entonces director artístico y director en jefe de la Orquesta Sinfónica de Gotemburgo, le escribió repetidamente para persuadirlo de que dirigiera un concierto de sus obras en Gotemburgo. Creyéndose obligado a estrenar una «obra importante» en Suecia, como una sinfonía, Sibelius, para disgusto de Stenhammar, retrasó cada viaje programado. Se retiró de los conciertos previstos para marzo de 1914 y le escribió: «Mi conciencia me obliga a hacer esto. Pero cuando tenga algunas obras nuevas listas el próximo año, como espero, me dará una gran alegría interpretarlas en Gotemburgo». Se hicieron nuevos arreglos para febrero de 1915, pero también los canceló en diciembre de 1914. Al final, el infatigable Stenhammar prevaleció y se fijaron nuevos conciertos para marzo de 1915 («Veo una vez más tu gran simpatía por mi música. Vendré»).
Los esfuerzos de Stenhammar se vieron recompensados con el estreno europeo de Las oceánides. Para Sibelius, fue una oportunidad de volver a ser un «artista de gira», alimentándose de la energía y las «ovaciones entusiastas» de un público (habían pasado nueve meses desde los conciertos de Norfolk, que ahora parecían un recuerdo lejano). El primer concierto, el 22 de marzo, contó con la Segunda Sinfonía, Scènes historiques II y dos movimientos de Swanwhite antes de concluir con Las oceánides. Según el diario del compositor, la actuación fue un «gran éxito», con Stenhammar «cautivado» especialmente por el número final. El 24 de marzo el programa permaneció, pero lo combinó con Scènes historiques I, el «Nocturne» de la suite Rey Christian II, un movimiento de Rakastava, El regreso de Lemminkäinen y la Cuarta Sinfonía. Sibelius se mostró muy satisfecho con el manejo de Las oceánides por parte de la orquesta y calificó su interpretación como «maravillosa». Continuó anotando en su diario que, «después del número final [Las oceánides] hubo un torrente ensordecedor de aplausos, pataleos, gritos de bravo, una ovación de pie y fanfarrias de la orquesta».

#### Otras representaciones destacadas
El estreno finlandés de Las oceánides se produjo con motivo de la celebración del quincuagésimo aniversario de Sibelius el 8 de diciembre de 1915 en el Gran Salón de la Universidad de Helsinki, con Sibelius como director de la Orquesta Filarmónica de Helsinki. El programa, inaugurado por Las oceánides, también incluía las dos serenatas para violín y orquesta (op. 69, con Richard Burgin como solista) y el estreno mundial de la Quinta Sinfonía, en ese momento todavía de cuatro movimientos. El programa de cumpleaños fue bien recibido y Sibelius lo repitió dos veces, una en el Teatro nacional de Finlandia el 12 de diciembre y luego nuevamente en la Universidad de Helsinki el 18 de diciembre. Las celebraciones continuaron hasta el año nuevo, con Sibelius en la dirección de Las oceánides en un concierto en Folketshus de Finlandia el 9 de enero de 1916. El poema sinfónico también fue retomado en la primavera por el cuñado de Sibelius, Armas Järnefelt, quien dirigió la Ópera Real de Estocolmo. Robert Kajanus siguió más tarde con una actuación de Las oceánides en febrero de 1917.

## Música

### Orquestación
La obra tiene partitura para los siguientes instrumentos:
- Instrumentos de viento-madera: flautín, dos flautas traveseras, dos oboes, corno inglés, dos clarinetes (en si ♭), clarinete bajo (en si ♭), dos fagotes y contrafagot.
- Instrumentos de viento-metal: 4 trompas (en fa), tres trompetas (en si ♭) y tres trombones.
- Percusión: dos timbales, triángulo, glockenspiel («stahlstäbe»).[35]
- Cuerdas: violines, violas, violonchelos, contrabajos y dos arpas.

### Estructura
Las oceánides es un poema sinfónico de un único movimiento que consta de dos temas principales, A y B. Se puede decir que la sección «viva» A (en métrica doble), introducida por primera vez por las flautas al comienzo de la pieza, representa la actividad lúdica de las ninfas:
Poco después, los solos de oboe y el clarinete, apoyados por el arpa glissando y las cuerdas, introducen la sección B «majestuosa» (en metro triple), que recuerda la profundidad y la amplitud del océano y quizás, al menos según Tawaststjerna, «el Dios del mar mismo»:
Sibelius expande y profundiza gradualmente los dos temas, construyendo un clímax enorme (casi onomatopéyico) de choque de olas que Daniel Grimley ha caracterizado como un «punto de saturación textural, dinámica y cromática». Tawaststjerna enunció formalmente que el poema sinfónico procede estructuralmente de la siguiente manera:
- A (re mayor).
- B (modulante, terminando en el área de re menor-fa mayor).
- A1 (fa mayor; A regresa, pero «los vientos comienzan a cobrar fuerza»).
- B1 (termina en mi ♭ mayor-sol ♭ mayor; B regresa y «acerca la tormenta»).
- C (modula y termina en el pedal A, que se convierte en el dominante de re mayor; sirve como desarrollo al utilizar material de A y B; «los océanos están inundados» por la tormenta y la grandiosidad de las olas del mar).
- A2 (re mayor intermedio; la tormenta termina y vuelve el tema de los océanos).
- Coda (el acorde final demuestra «la inmutabilidad y la inmensidad de las aguas oceánicas en las que los océanos mismos no se aventuran»).[36]

Grimley interpreta que la pieza avanza a través de «una serie de tres ciclos generativos, similares a las olas», quizás mejor descrito como un océano plácido (A-B), una tormenta que se avecina (A1-B1) y un clímax de choque de olas (C-A). David Hurwitz ve la estructura de la pieza de manera similar a Tawaststjerna, aunque como A-B-A-B-Coda(B-A), que denomina «forma sonata sin desarrollo», mientras que Robert Layton considera Las oceánides «algo … de un rondó libre», debido a la reaparición continuada del tema de apertura de la flauta (A).

### Análisis

#### Relación con el impresionismo

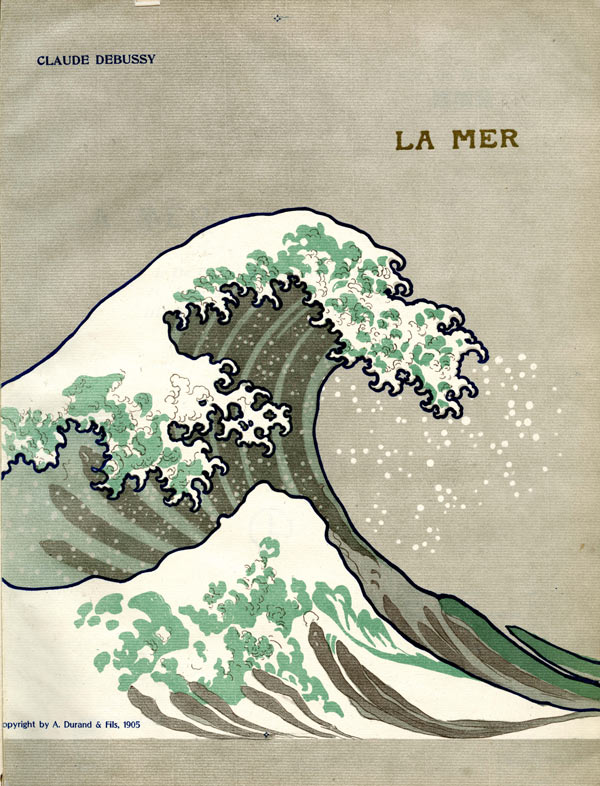
La edición de 1905 de La mer de Claude Debussy.

Estilísticamente, muchos comentaristas han descrito Las oceánides como ampliamente impresionista, en particular la comparan con La mer de Claude Debussy. Harold Johnson, por ejemplo, escribió que los temas y la orquestación de la pieza, con trémolos de cuerda apagados y arpa glissando, «guardan más que un parecido superficial» con el estilo de Debussy (sugiere además que Sibelius pudo haber temido que su título original, Rondeau der Wellen, estaba «demasiado cerca de Debussy»). Gray, quien llama a la técnica orquestal en Las oceánides «sorprendentemente diferente» de cualquier otra cosa en la obra de Sibelius, subraya que la obra está lejos de ser «derivada». Más bien, sostiene que Sibelius se basa en la técnica impresionista francesa y la revoluciona, haciéndola «completamente suya, y no simplemente un reflejo o distorsión de Debussy». Gray continúa:

The French masters of the method and their imitators in other countries confined their attention for the most part to an exploitation of the possibilities afforded by the upper reaches of the orchestral register, and to the attainment, principally, of effects of brilliance and luminosity. Debussy's writing for the lower instruments, and for the double-bases in particular, is as a general rule timid and conventional in comparison with his treatment of the higher instruments, as a result, doubtless, of his exaggerated fear of thickness of texture. In The Oceanides Sibelius has explored the lower depths of the orchestra more thoroughly than any one had previously done, and applied the impressionist method of scoring to the bass instruments, thereby achieving effects of sonority hitherto unknown.
Los maestros franceses del método y sus imitadores en otros países limitaron su atención en su mayor parte a la explotación de las posibilidades ofrecidas por los tramos superiores del registro orquestal y al logro, principalmente, de efectos de brillo y luminosidad. La escritura de Debussy para los instrumentos más bajos, y en particular para las bases dobles, es por regla general tímida y convencional en comparación con su tratamiento de los instrumentos más altos, como resultado, sin duda, de su exagerado miedo al grosor de la textura. En Las oceánides, Sibelius ha explorado las profundidades más bajas de la orquesta más a fondo que nadie lo había hecho anteriormente, y aplicó el método impresionista de partitura a los instrumentos bajos, logrando así efectos de sonoridad hasta ahora desconocidos.

Aunque reconoce la sensación impresionista de Las oceánides, Nils-Eric Ringbom advierte que la comparación con Debussy no debe llevarse demasiado lejos. Mientras que en las obras del compositor francés «rara vez hay algo que crezca temáticamente o se desarrolle» (en cambio, Debussy maravilla al oyente con «su maestría en representar estados de ánimo soñadores, pasivos y emociones fugaces y contenidas»), Sibelius pone «demasiado peso en el desarrollo lógico de sus ideas musicales para dejarlas … parpadear en la nada vacía de la inestabilidad temática»; en otras palabras, insiste en que «el fondo atmosférico no engulle ni acción ni estructura». El impresionismo de Sibelius es, por tanto, «mucho más … activo» que el de Debussy.
Otros comentaristas han advertido contra la conclusión de que Las oceánides es un ejemplo de impresionismo o de alguna manera está en deuda estilística con Debussy. Tawaststjerna, por ejemplo, cree que el «anclaje de la pieza en la armonía mayor-menor y el uso relativamente moderado de fórmulas modales y de tonos completos» indica que el poema sinfónico «pertenece al mundo del romanticismo tardío», a pesar del carácter impresionista de su textura, vocabulario armónico y patrones rítmicos. Hurwitz también ha criticado la «catarata rugiente del sinsentido en la literatura de Sibelius» sobre la influencia de los impresionistas franceses en el compositor. «Problemas musicales similares a menudo producen soluciones similares», señala Hurwitz. «En este caso, cualquier retrato sinfónico del océano está destinado a depender más de la textura y el color que de la melodía vocal, por la sencilla razón de que el océano no es una persona y no canta … ni se presta a ello… [un] enfoque antropomórfico …». Layton detecta la presencia de «procedimientos y técnicas normales de Sibelius» en Las oceánides, descartando cualquier deuda grave con Debussy. «Su crecimiento desde los primeros compases en adelante es profundamente orgánico», escribe Layton. «Y su aparente independencia del resto de la obra de Sibelius se manifiesta sólo a un nivel superficial».

#### Relación conEl bardo
Las oceánides se remonta a bocetos para una suite de tres movimientos para orquesta en mi ♭ mayor que Sibelius probablemente había comenzado en 1913; hoy, sólo sobreviven el n.º 2 («Tempo moderato») y el n.º 3 («Allegro»). Andrew Barnett ha especulado sobre el paradero del primer movimiento perdido de la suite anterior a Las oceánides. Aunque es probable que el compositor hubiera perdido o destruido el número de apertura, Barnett sostiene que cuatro piezas de «evidencia circunstancial» indican que el movimiento ha sobrevivido, aunque en una forma diferente, como el poema sinfónico El bardo, escrito en 1913 y revisado el año siguiente:
1. Faltan las primeras 26 páginas (numeradas) del artículo manuscrito de la suite anterior a Las oceánides. Suponiendo que la primera página se hubiera reservado para el título, esto significa que el primer movimiento faltante probablemente consistió en 25 páginas. Es importante destacar que la copia en limpio de la versión final de El bardo tiene aproximadamente la misma extensión (26 páginas).[47]
2. La orquestación de El bardo y los movimientos supervivientes segundo y tercero de la suite son «prácticamente idénticos» entre sí, empleando una pequeña orquesta «notablemente menos extravagante» que cualquiera de las versiones en re ♭ mayor o re mayor de Las oceánides.[47]
3. Los editores de Sibelius, Breitkopf & Härtel, pensaron que El bardo sonaba como el primer movimiento de una suite en lugar de una pieza de concierto independiente. Sibelius vaciló de un lado a otro, al principio accediendo a reformular la pieza como una «fantasía en dos partes, o una Intrada y Allegro», y luego como un tríptico en junio de 1913, antes de decidir en algún momento alrededor de julio o agosto que El bardo debería permanecer como una composición independiente.[48][47]
4. El material temático del segundo movimiento de la suite (que no se encuentra en la versión final de Las oceánides) está estrechamente relacionado con una pieza para piano solo llamada Till trånaden (JS 202). Suponiendo que El bardo se inspiró en el poema del mismo nombre del poeta finlandés Johan Ludvig Runeberg (hacia el final de su vida, Sibelius negó cualquier conexión con Runeberg),[49] en el primer volumen de las «Obras completas» del poeta, el título Till trånaden aparece una página o dos después de El bardo, apoyando la idea de un vínculo entre esta y la suite.[47]

## Recepción

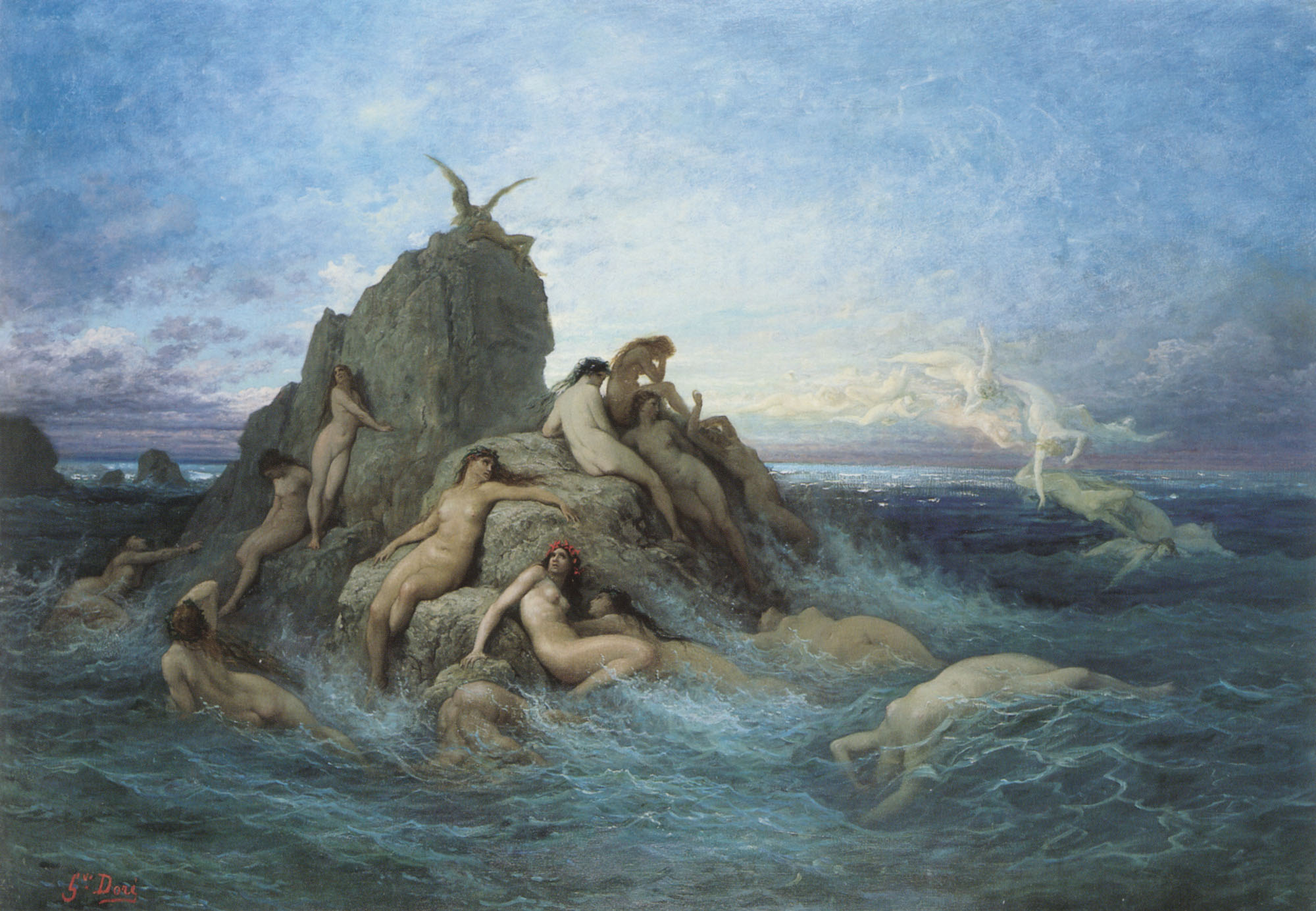
Les Oceanides (Les Naiades de la mer) (c. 1860), de Gustave Doré, que representa a las ninfas que habitan las aguas en la mitología griega.

La opinión crítica sobre el mérito de Las oceánides ha sido abrumadoramente positiva, y hoy la pieza se cuenta entre las obras maestras de Sibelius. Tras el estreno de 1914, Olin Downes, el crítico musical estadounidense y admirador de Sibelius, describió la nueva obra como «la mejor evocación del mar que se haya producido en la música», y elogió al compositor por su «sentimiento extraordinariamente desarrollado por la forma, la proporción y continuidad». Downes evaluó además el concierto de Norfolk de Sibelius como la tercera vez desde 1900 que se había «sentido en presencia de un genio de clase mundial» (los otros dos fueron Richard Strauss en 1904 y Arturo Toscanini en 1910). Una reseña sin firmar en el New York Tribune (casi con certeza escrita por el crítico Henry Krehbiel) encontró la nueva obra «fresca y vital, llena de imaginación y fuerte en el clímax». Continúa:

Extremists will probably deplore the fact that the composer is still a respecter of form, still a devotee of beauty, still a believer in the potency of melody; but this is rather a matter for congratulation than regret … Mr. Sibelius is a fine musical constructionist, an eloquent harmonist and a fine colorist despite his fondness for dark tints.
Los extremistas probablemente deplorarán el hecho de que el compositor siga respetando la forma, todavía un admirador de la belleza, todavía un creyente en la potencia de la melodía; pero esto es más un motivo de felicitación que de arrepentimiento … El señor Sibelius es un excelente construccionista musical, un armonista elocuente y un excelente colorista a pesar de su afición por los tintes oscuros.

El influyente crítico sueco Wilhelm Peterson-Berger, siempre una espina clavada en el costado de Sibelius y de quien el compositor una vez se había burlado de «su señoría», requirió tres encuentros con Las oceánides antes de entusiasmarse con el nuevo poema sinfónico: Después de escuchar a la Real Orquesta Filarmónica de Estocolmo bajo la dirección de Sibelius en 1923, Peterson-Berger finalmente abrazó la pieza. «Las oceánides era total y completamente diferente a hace tres años con Schnéevoigt», escribió. «En este hermoso poema uno realmente escucha algo del sonido del mar Egeo y de Homero».
El compositor (y antiguo alumno de Sibelius) Leevi Madetoja elogió aún más la partitura tras la revisión y escribió en Uusi Suometar en julio de 1914 que Sibelius, en lugar de «repetir interminablemente» el estilo de sus obras anteriores, había vuelto a demostrar su inclinación por «renovarse musicalmente … siempre hacia adelante, buscando nuevos objetivos». El crítico finlandés Karl Wasenius (también conocido como BIS), en el Hufvudstadsbladet después de las representaciones de la celebración de cumpleaños de 1915, escribió con aprobación sobre el «dominio refinado» de la técnica de Sibelius. «No se desperdicia una sola nota en efectos impetuosos», continuó. «Sin embargo, todavía se logran cosas poderosas. Sibelius nos da la extensión y la magnitud del océano, su poderoso canto de olas, pero sin gestos jactanciosos. Es demasiado noble para eso». En Tidning för musik, Otto Anderssen interpretó las últimas composiciones de Sibelius (entre ellas Las oceánides) como un indicador más de que se encontraba entre los modernistas más progresistas: «Creo que Sibelius es un hombre del futuro … constantemente adelantado a su tiempo. Ahora se encuentra en las alturas donde el horizonte se extiende sobre los campos que el resto de nosotros todavía no podemos ver». Cecil Gray, además, llamó a la pieza «atrevida» y aplaudió la «excepcional complejidad y refinamiento» de la partitura y, desafió a los críticos que veían a Sibelius como un «artista primitivo».
Los comentaristas posteriores también encontraron mucho que elogiar en Las oceánides. Guy Rickards describe el poema sinfónico como una «partitura extraordinaria», magnífica, pero sutil en su descripción de los diversos estados de ánimo del mar, pero, no obstante, «música bañada por la luz», mientras que Robert Layton vio la pieza como «mucho más ambiciosa y altamente organizado en el diseño» que su predecesor inmediato, El bardo. Tawaststjerna destaca el éxito de Sibelius a la hora de caracterizar el mar: las «flautas juguetonas» que dan vida a los océanos pero que se sienten «extrañas» en la inmensidad del paisaje; el «poderoso oleaje» del viento y el agua transmitidos por el oboe y el clarinete sobre cuerdas ondulantes y arpa glissando; la cuerda de viento sostenida que simboliza la «extensión ilimitada del mar»; y el «poderoso clímax» de la tormenta, la ola final que «siempre supera las expectativas». El compositor finlandés Kalevi Aho ha argumentado a favor de la versión principal de Yale en re ♭, sintiendo como si la pieza perdiera «algo esencial» en términos de color orquestal en re mayor: «El tono de orquesta en re ♭ mayor está velado, de alguna manera misterioso e impresionista. En comparación con ella, re mayor suena más claro, pero también más hecho realidad». El director Osmo Vänskä también observó la diferencia entre las dos tonalidades, comparando la versión principal en re ♭ con un «gran lago» y el re mayor con un «océano poderoso».

## Discografía
A pesar de su «belleza inquietante», se han realizado menos grabaciones de Las oceánides que de los poemas sinfónicos más famosos de Sibelius, como En saga, El cisne de Tuonela y Tapiola. La primera grabación de Las oceánides se realizó en 1936 con Adrian Boult en la dirección de la Orquesta Sinfónica de la BBC, una actuación que es notablemente más rápida que el promedio. Las primeras grabaciones de la versión de Yale (7:25) y la suite pre Oceánides (n.º 2 «Tempo moderato», 2:42; n.º 3 «Allegro», 4:35) son de Osmo Vänskä y la Orquesta Sinfónica de Lahti bajo el sello BIS; ambos fueron grabados en enero de 2003. El álbum se estrenó con gran éxito. Andrew Clements de The Guardian calificó el disco como el mejor de 2003 y señaló que las primeras versiones de Las oceánides permitieron al oyente ver «la mecánica del genio musical al descubierto». En 2015, Sakari Oramo y la Orquesta Sinfónica de la BBC grabaron la versión de Yale del poema sinfónico (9:44) en el Barbican Hall; esta grabación está disponible a través de BBC Music Magazine a partir de noviembre de 2019.
| Director            | Orquesta                                      | Grabado | Lugar                            | Duración | Disponible en                                                                        |
| ------------------- | --------------------------------------------- | ------- | -------------------------------- | -------- | ------------------------------------------------------------------------------------ |
| Adrian Boult (1)    | Orquesta Sinfónica de la BBC                  | 1936    | Abbey Road Studios               | 7:54     | Dutton Vocalion (CDBP 9771)                                                          |
| Thomas Beecham      | Royal Philharmonic Orchestra                  | 1955    |                                  | 10:20    | EMI Classics (09693)                                                                 |
| Eugene Ormandy (1)  | Orquesta de Filadelfia                        | 1955    |                                  | 8:24     | Pristine Audio (PASC 205)                                                            |
| Eugen Jochum        | Orquesta Sinfónica de la Radio de Baviera     | 1955    |                                  | 8:51     | Deutsche Grammophon (4775484) Archivado el 18 de agosto de 2016 en Wayback Machine.  |
| Adrian Boult (2)    | Orquesta Filarmónica de Londres               | 1956    | Walthamstow Town Hall            | 9:08     | SOMM Records (SOMMCD093)                                                             |
| Antal Doráti        | Orquesta Sinfónica de Londres                 | 1969    |                                  | 10:11    | EMI Classics (724358578522)                                                          |
| Paavo Berglund (1)  | Orquesta Sinfónica de Bournemouth             | 1972    | Southampton Guildhall            | 10:55    | EMI Classics (5099921767425)                                                         |
| Eugene Ormandy (2)  | Orquesta de Filadelfia                        | 1976    |                                  | 10:29    | RCA Red Seal (38124) Archivado el 26 de junio de 2020 en Wayback Machine.            |
| Alexander Gibson    | Royal Scottish National Orchestra             | 1977    | Glasgow City Halls               | 10:40    | Chandos (CHAN8395)                                                                   |
| Simon Rattle        | Orquesta Sinfónica de la Ciudad de Birmingham | 1984    | Warwick Arts Centre              | 10:31    | EMI Classics (CDM 7 64119 2)                                                         |
| Neeme Järvi (1)     | Orquesta Sinfónica de Gotemburgo              | 1984    | Sala de conciertos de Gotemburgo | 10:15    | BIS (BIS-CD-263 Archivado el 26 de junio de 2020 en Wayback Machine.)                |
| Paavo Berglund (2)  | Orquesta Sinfónica de Helsinki                | 1986    |                                  | 8:28     | EMI Classics (0724347695155) Archivado el 24 de junio de 2020 en Wayback Machine.    |
| Jukka-Pekka Saraste | Orquesta Sinfónica de la Radio Finlandesa     | 1987    |                                  | 9:49     | RCA Red Seal (74321886852)                                                           |
| Vasili Sinaiski     | Orquesta Filarmónica de Moscú                 | 1991    | Mosfilm Studios                  | 9:04     | Brilliant Classics (BC9212)                                                          |
| Neeme Järvi (2)     | Orquesta Sinfónica de Gotemburgo              | 1995    | Sala de conciertos de Gotemburgo | 10:23    | Deutsche Grammophon (000459702 Archivado el 28 de junio de 2020 en Wayback Machine.) |
| Andrew Davis        | Real Orquesta Filarmónica de Estocolmo        | 1996    | Sala de Conciertos de Estocolmo  | 8:55     | Apex (09274 06202)                                                                   |
| Leif Segerstam      | Orquesta Filarmónica de Helsinki              | 1998    | Hyvinkaa Hall                    | 11:15    | Ondine (ODE914-2 Archivado el 10 de junio de 2020 en Wayback Machine.)               |
| Colin Davis (1)     | Orquesta Sinfónica de Londres                 | 1998    | Walthamstow Town Hall            | 10:57    | RCA Red Seal (82876-55706-2)                                                         |
| Petri Sakari        | Orquesta Sinfónica de Islandia                | 2000    | Háskólabíó                       | 10:18    | Naxos (8.555299)                                                                     |
| Osmo Vänskä         | Orquesta Sinfónica de Lahti                   | 2000    | Sala Sibelius                    | 10:03    | BIS (BIS-CD-1225 Archivado el 14 de agosto de 2022 en Wayback Machine.)              |
| Mark Elder          | Orquesta Hallé de Mánchester                  | 2006    | BBC Studio 7                     | 10:23    | Hallé (CDHLL7516)                                                                    |
| Colin Davis (2)     | Orquesta Sinfónica de Londres                 | 2008    | Barbican Centre                  | 11:58    | LSO Live (LSO0675)                                                                   |
| Edward Gardner      | Orquesta Filarmónica de Bergen                | 2016    | Sala Grieg                       | 10:03    | Chandos (CHSA5178)                                                                   |
| Thomas Søndergård   | Orquesta Nacional de Gales de la BBC          | 2017    | BBC Hoddinott Hall               | 9:47     | Linn (CKD 566)                                                                       |

### Libros
- Barnett, Andrew (2007). Sibelius. New Haven: Yale University Press. ISBN 9780300111590.
- Gray, Cecil (1931). Sibelius. Londres: Oxford University Press.
- Griffiths, Paul (2005). The Penguin Companion to Classical Music. Penguin Books. ISBN 9780140515596.
- Grimley, Daniel (2004). «The Tone Poems: Genre, Landscape and Structural Perspective».  En Grimley, Daniel, ed. The Cambridge Companion to Sibelius. Cambridge Companions to Music. Londres: Cambridge University Press. ISBN 9780521894609.
- Hurwitz, David (2007). Sibelius: The Orchestral Works, an Owner's Manual. Pompton Plains, New Jersey: Amadeus Press. ISBN 9781574671490.
- Johnson, Harold (1959). Jean Sibelius. Nueva York: Alfred A. Knopf. OCLC 603128.
- Kilpeläinen, Kari (2012). «Introduction».  En Sibelius, Jean, ed. Aallottaret : eine Tondichtung für großes Orchester (Early version) [op. 73]; Die Okeaniden - Aallottaret : eine Tondichtung für großes Orchester op. 73; Tapiola : Tondichtung für großes Orchester op. 112 (en inglés). OCLC 833823092. ISMN 979-0-004-80322-6. Archivado desde el original|urlarchivo= requiere |url= (ayuda) el 20 de junio de 2015. Consultado el 10 de mayo de 2021. Complete Works (JSW) edited by the National Library of Finland and the Sibelius Society of Finland Series I (Orchestral works) Vol. 16: The Oceanides Op. 73 / Tapiola Op. 112 edited by Kari Kilpeläinen.
- Layton, Robert (1965). Sibelius: The Masters Musicians Series. Nueva York: Schirmer Books. ASIN B0000CMRUD.
- Rickards, Guy (1997). Jean Sibelius. Londres: Phaidon. ISBN 9780714835815.
- Ringbom, Nils-Eric (1954). Jean Sibelius: A Master and His Work (en inglés). Norman, Oklahoma: University of Oklahoma Press. ISBN 9780806103075. (requiere registro).
- Tawaststjerna, Erik (1986). Sibelius: Volume 2, 1904-1914 (Robert Layton (al inglés), trad.). Londres: Faber and Faber. ISBN 9780571247738.
- Tawaststjerna, Erik (1997). Sibelius: Volume 3, 1914-1957 (Robert Layton (al inglés), trad.). Londres: Faber and Faber. ISBN 9780571247745.

### Publicaciones
- Santos Rutschman, Kirsten (2014). «Jean Sibelius, Lemminkäinen, Op. 22 (early versions), edited by Tuija Wickland. Jean Sibelius Works I/12s (Wiesbaden, Leipzig, Paris: Breitkopf & Härtel, 2013), xxii + 313pp. € 199,50». Nineteenth-Century Music Review (Cambridge University Press) 11 (2): 389-393. doi:10.1017/S1479409814000482. (requiere suscripción).
- Stoeckel, Carl (1971). «Some Recollections of the Visit of Sibelius to America in 1914».  Scandinavian Studies (University of Illinois Press) 43 (1): 53-88. JSTOR 40917124. (requiere suscripción).

### En la web
- Clements, Andrew (2003). «Anyone Need a Tune-up?». theguardian.com (en inglés). Consultado el 15 de julio de 2015.
- Crawford, John Martin (1888). «The Kalevala». sacred-texts.com (en inglés). Consultado el 15 de julio de 2015.
- Hepokoski, James; Dahlström, Fabian. «Sibelius, Jean». Grove Music Online (en inglés). Consultado el 26 de diciembre de 2015. (requiere suscripción).
- Sirén, Vesa (2005). «The Oceanides». Sibelius.fi (en inglés). Consultado el 7 de junio de 2015.
- Telin, Mike (2015). «Conductor Susanna Mälkki to Make Her Cleveland Orchestra Debut». clevelandclassical.com (en inglés). Consultado el 16 de julio de 2015.